# Maki Horikita
Maki Horikita (堀北 真希 Horikita Maki?,  Kiyose, Tokio, 6 de octubre de 1988) es una actriz japonesa.  Horikita debutó en 2003 y desde entonces ha aparecido en numerosas series de televisión, así como también en campañas publicitarias y películas. Entre sus papeles más destacados incluyen el de Nobuko Kotani en Nobuta wo Produce, la estudiante de derecho Tsurara Yoshikawa en Kurosagi y la aficionada a los deportes Mizuki Ashiya en Hanazakari no Kimitachi e.

## Biografía
Horikita nació el 6 de octubre de 1988 en Kiyose, Tokio, como la mayor de tres hermanas. Cuando era niña la tenían por poco femenina y gustaba de jugar a baloncesto y béisbol, así como jugar a Dragon Ball Z con los chicos. A pesar de su actitud masculina, Horikita admiraba profundamente a su madre.
En la escuela secundaria, Horikita fue vicepresidenta del consejo estudiantil y subcapitana del club de baloncesto. En la clase, la apodaron "La jefa de 3 °C" en reconocimiento de su condición de representante de la clase. Cuando se incrementó su actividad en la industria del entretenimiento, dejó temporalmente los clubes y las actividades del Consejo. Finalmente, incapaz de cumplir con sus muchos compromisos, se retiró de sus actividades extracurriculares, concentrándose únicamente en completar su educación secundaria y el desarrollo de su carrera profesional como actriz.

## Vida personal
El 22 de agosto de 2015, su agencia confirmó que Horikita había contraído matrimonio con el también actor Kōji Yamamoto el mismo día. La pareja se conoció en mayo de ese mismo año mientras trabajaban juntos en la producción teatral Arashi ga Oka y comenzaron a salir en junio. El 20 de junio de 2016, Horikita anunció que estaba embarazada de su primer hijo, el cual nació en diciembre. El 28 de febrero de 2017, anunció su retiro de la industria del entretenimiento para ocuparse de su familia.

## Filmografía

### Dramas
| Año  | Título                                            | Papel                       | Cadena   |
| 2003 | Doubutsu no o-isha-san                            |                             | TV Asahi |
| 2003 | Keitai deka Zenigata Mai                          | Mai Zenigata                | TBS      |
| 2003 | Densha                                            |                             |          |
| 2004 | Ningen no shoumei                                 | Sayaka Koori                | Fuji TV  |
| 2004 | Kaidan shin mimibukuro                            |                             | TBS      |
| 2004 | Division 1 houkago                                | Mayuko Michida              | Fuji TV  |
| 2004 | Honto ni atta kowai hanashi                       |                             | Fuji TV  |
| 2005 | Nobuta wo produce                                 | Nobuko Kotani               | NTV      |
| 2005 | Densha otoko                                      | Aoi Yamada                  | Fuji TV  |
| 2005 | Akechi Kogoro vs Kindaichi Kousuke                |                             |          |
| 2006 | Teppan Shoujo Akane!!                             | Akane Kagura                | TBS      |
| 2006 | Densha otoko deluxe                               | Aoi Yamada                  | Fuji TV  |
| 2006 | Kurosagi                                          | Tsurara Yoshikawa           | TBS      |
| 2006 | Tsubasa no oreta tenshitachi                      | Yuna                        | Fuji TV  |
| 2006 | Honto ni atta kowai hanashi                       | 6-ban no Heya               | Fuji TV  |
| 2007 | Koi no kara Sawagi Drama Special: Love Stories IV |                             | NTV      |
| 2007 | Galileo                                           | Remi Morisaki               | Fuji TV  |
| 2007 | Deru toko demasho!                                | Kamei Shizuka               | Fuji TV  |
| 2007 | Hanazakari no Kimitachi e                         | Mizuki Ashiya               | Fuji TV  |
| 2007 | Seito shokun!                                     | Juria Kimura                | TV Asahi |
| 2008 | Dansou no reijin                                  | Yoshiko Yamaguchi/Kouran Ri | TV Asahi |
| 2008 | Innocent Love                                     | Kanon Akiyama               | Fuji TV  |
| 2008 | Hanazakari no kimitachi e SP                      | Mizuki Ashiya               | Fuji TV  |
| 2008 | Tokyo daikushu                                    | Haruko Sakuragi             | NTV      |
| 2008 | Atsu-hime                                         | Chikako Kazunomiya          | NHK      |
| 2009 | Atashinchi no danshi                              | Chisato Mineta              | Fuji TV  |
| 2009 | Chance!                                           | Tamaki Kawamura             | Fuji TV  |
| 2010 | Kikoku                                            |                             | TBS      |
| 2010 | Wagaya no rekishi                                 | Namiko Yame                 | Fuji TV  |
| 2010 | Tokujo kabachi!!                                  |                             | TBS      |
| 2011 | Umareru                                           |                             | TBS      |
| 2012 | Umechan sensei                                    | Umeko Shimomura             | NHK      |

### Películas
- Always Sanchōme no Yūhi '64 (2012)
- Korede Iinoda!! Eiga Akatsuka Fujio (2011)
- Byakuyako (2011)
- Ōoku (2010)
- Memoirs of a Teenage Amnesiac (2009)
- Tokyo Shonen (2008)
- Kurosagi (2008)
- Always Zoku Sanchōme no Yūhi (2007)
- Koisuru Nichiyoubi Watashi Koishita (2007)
- Argentine Baba (2007)
- Chakushin Ari FINAL / One Missed Call: Final (2006)
- Keitai Deka THE MOVIE (2006)
- TRICK Movie 2 (2006)
- Haru no Ibasho (2006)
- Always Sanchōme no Yūhi (2005)
- Shinku (2005)
- HINOKIO (2005)
- Gyakkyou Nine (2005)
- Yogen (2005)
- HIRAKATA (2004)
- Sekai no Chuushin de Ai wo Sakebu (2004)
- Shibuya Kaidan 2 (2004)
- Shibuya Kaidan (2004)
- Seventh Anniversary (2003)
- Cosmic Rescue (2003)

## Juegos
- Professor Layton - Luke Triton
- Professor Layton vs. Ace Attorney - Luke Triton

## Seleccionado lista de reconocimientos
- TV Navi Drama Awards (julio-septiembre de 2012): Mejor actriz por Umechan Sensei
- 74th Television Drama Academy Awards: Mejor actriz por Umechan Sensei
- 16th Nikkan Sports Drama Grand Prix (julio-septiembre de 2012): Mejor actriz por Umechan Sensei
- 16th Nikkan Sports Drama Grand Prix (abril-junio de 2012): Mejor actriz por Umechan Sensei
- 11th Nikkan Sports Drama Grand Prix (2007 - 2008): Mejor actriz por Hanazakari no Kimitachi e
- Vogue Nippon - Women of the Year 2007: Uno de los once destinatarios
- 54th Television Drama Academy Awards (2007): Mejor actriz por Hanazakari no Kimitachi e
- 49th Television Drama Academy Awards (2006): Mejor actriz de reparto por Kurosagi
- MTV Student Voice Awards (2006): Mejor actriz juvenil por Always -Sunset on Third Street
- 29th Japan Academy Awards: Mejor actriz revelación por Always -Sunset on Third Street
- 47th Television Drama Academy Awards (2005): Mejor actriz de reparto, Nobuta wo Produce